# Perisama alia
Perisama alia är en fjärilsart som beskrevs av Prüffer 1922. Perisama alia ingår i släktet Perisama och familjen praktfjärilar. Inga underarter finns listade i Catalogue of Life.